# Provincia de Méndez
Méndez es una provincia situada al sur de Bolivia en el departamento de Tarija. Tiene una superficie de 4.861 km² y cuenta con una población de 35.217 habitantes (según el Censo INE 2012). La capital provincial es San Lorenzo.

## Historia
La región estuvo presente en distintas gauchadas –o guerrillas– contra los realistas. Los caudillos de la región que comandaban las gauchadas eran Ramón Cabrera, Eustaquio Méndez, Pedro Tejada, Juan José Vallejos y José Perales.
El caudillo de San Lorenzo más reconocido actualmente, Eustaquio Méndez, fue un destacado jinete nacido en la localidad de “Churqui Guaico” el año 1784, hijo de padres españoles, en su adolescencia trabajó junto a su padre en distintas regiones de la actual provincia Méndez.
Inició su lucha contra los realistas a mediados de 1816 en favor de las Provincias Unidas del Río de la Plata.
Como cualquier caudillo de Tarija, también tenía sus montoneros, llamados los Gauchos Montoneros de Méndez, lideró distintas gauchada (guerrillas) con estos.
Eustaquio Méndez se quedó con el sobrenombre de "Moto" debido a la pérdida de su mano en agosto de 1818, Antonio Vigil obedeciendo las órdenes de José de La Serna, ordenó cortarle la mano derecha a Méndez.

### Época republicana
En el año 1849, Tarija fue oficialmente anexada por Bolivia. En el gobierno de Manuel Isidoro Belzu, las tropas de José Miguel de Velasco querían desestabilizar el gobierno de Belzu, por lo que los insurrectos ocuparon Tarija y se dirigieron a San Lorenzo para enfrentar a Méndez. En el encuentro, en el que estalló el combate en Santa Bárbara, lograron vencer a las fuerzas de Méndez, aunque este y algunos otros lograron huir, fueron encontrados y como consecuencia fue herido de un balazo por la espalda, posteriormente lo trasladaron hacia el Cabildo de la Villa de Tarija, los bolivianos le torturaron en la celda del infiernillo.[cita requerida] Sebastián Agreda, quien estaba de prefecto de facto, fue convencido por doña Francisca de Ruiloba de que deje que Méndez fuese trasladado a su casa, en la casa de Francisca Ruiloba fue tratado y obtuvo la presencia del padre Rodo, aunque a las 7:00 de la tarde Eustaquio Méndez fallece. Hoy la casa de Eustaquio Méndez es un museo y uno de los mayores atractivos de la zona que se ha ido urbanizando de a poco.
El 12 de agosto de 1876, durante el gobierno de Hilarión Daza, se creó la provincia de San Lorenzo dentro del departamento de Tarija. Luego, mediante la ley del 19 de octubre de 1880, durante el gobierno de Narciso Campero, se cambió su nombre de San Lorenzo al actual, provincia de Méndez. Aquella ley estableció que la villa San Lorenzo fuese su capital.
Mediante la ley del 25 de octubre de 1945, durante el gobierno de Gualberto Villarroel, se creó el segundo municipio de la provincia, con capital en la localidad de Tomayapo.

## Ubicación

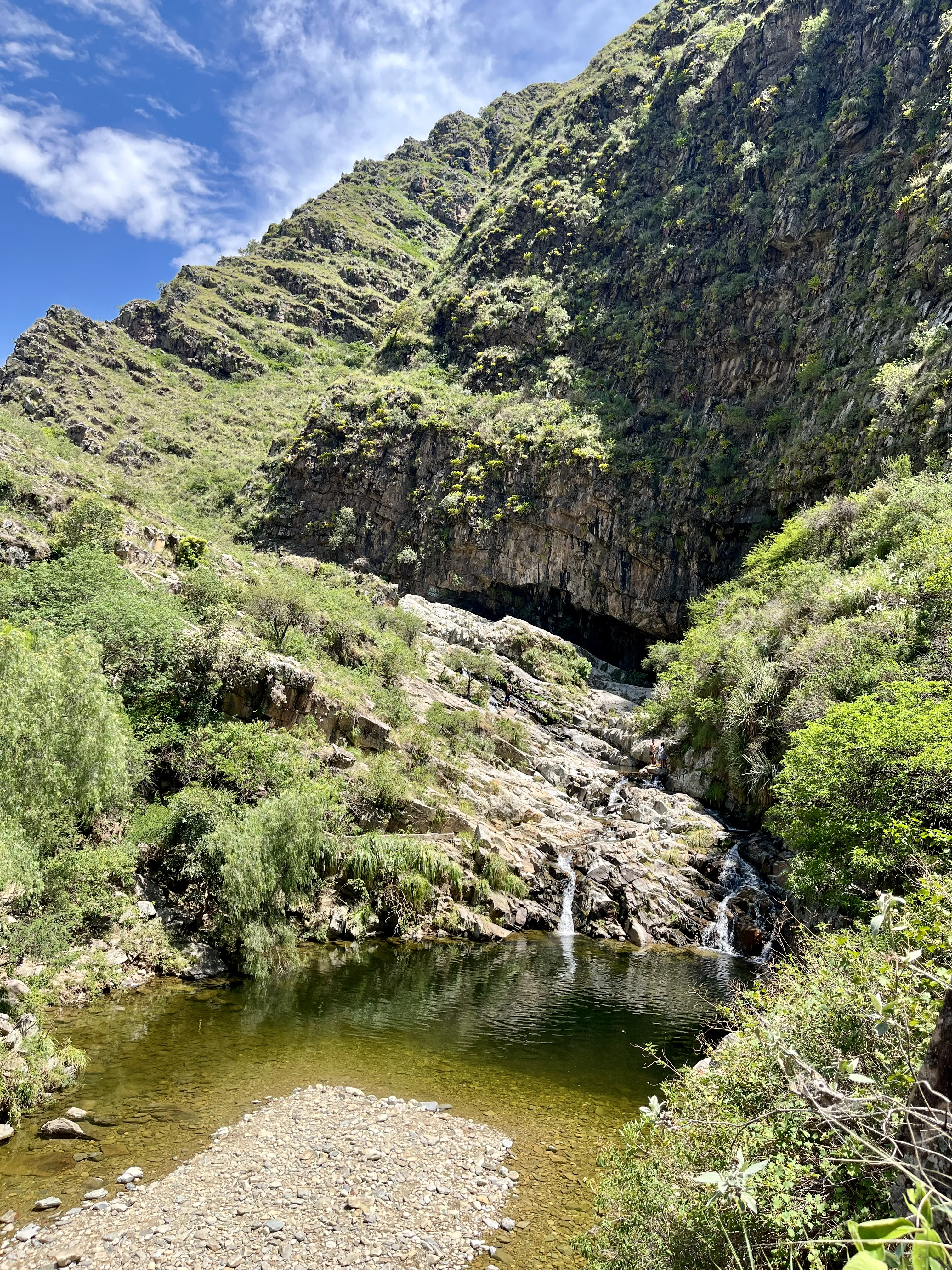
Cascadas de Coimata, en el municipio de San Lorenzo.

La provincia de Méndez es una de las seis provincias del departamento de Tarija. Se encuentra entre los 20 ° 57 'y 21 ° 36' de latitud sur y entre los 64 ° 23 'y 65 ° 15' de longitud oeste .
La provincia limita al norte y al oeste con el departamento de Chuquisaca, en el sur de la provincia de José María Avilés, en el sureste de la provincia de Cercado, y al este con la provincia de O'Connor.
La provincia se extiende sobre una longitud de 90 kilómetros de norte a sur y más de 105 kilómetros de este a oeste.

## Demografía
De acuerdo con el censo boliviano de 2024, la población de la provincia de Méndez es de 39 856 habitantes.
La población de la provincia ha aumentado alrededor de un tercio en las últimas tres décadas:
| Año  | Habitantes | Fuente |
| ---- | ---------- | ------ |
| 1992 | 29 868     | Censo  |
| 2001 | 32 038     | Censo  |
| 2012 | 34 993     | Censo  |
| 2024 | 39 856     | Censo  |

El 46,9 % de la población tiene menos de 15 años.
El 99,7 % de la población habla español, el 1,7 % habla quechua, el 0,2 % aymara, estas dos lenguas indígenas habladas por migrantes del occidente de Bolivia, y el 0,1 % guaraní, hablado por habitantes indígenas del departamento que en parte influye bastante en el habla de la gente del municipio.
El 78,1 % de la población no tiene acceso a la electricidad, el 77,8 % vive sin instalaciones sanitarias (1992).
El 67,8 % de la población activa trabaja en la agricultura, un 0,1 % en la minería, el 5,9 % en la industria, el 26,2 % en el sector de los servicios (2001).
El 95,1 % de la población es católica, el 3,1 % son protestantes (1992).

## División administrativa
La provincia se divide en los siguientes dos municipios:
- Municipio de El Puente
- Municipio de San Lorenzo